# Westerholt (Adelsgeschlecht)

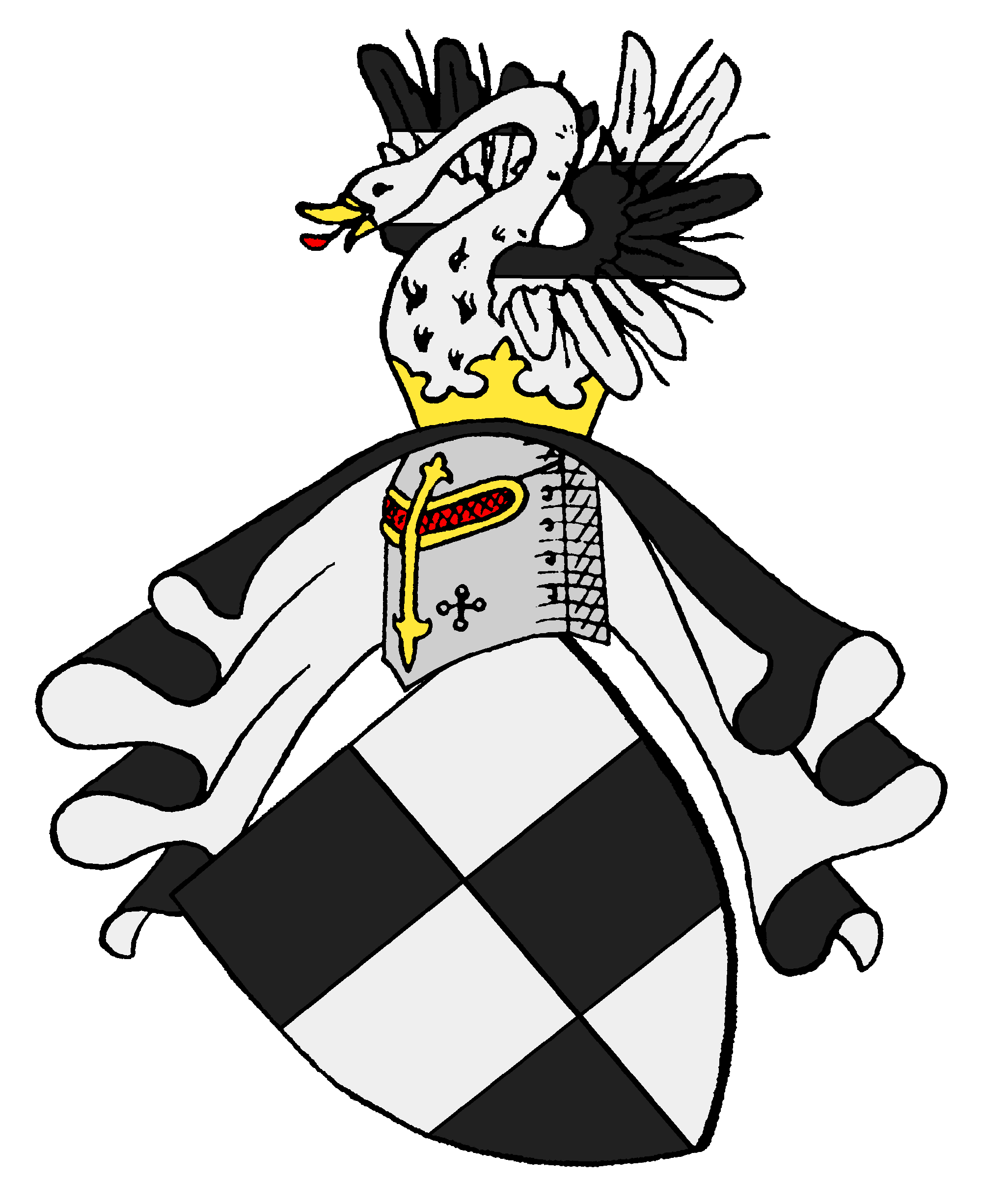
Stammwappen derer von Westerholt

Westerholt ist der Name eines westfälischen Adelsgeschlechts. Die Herren von Westerholt gehörten zum Uradel im Vest Recklinghausen.

## Geschichte

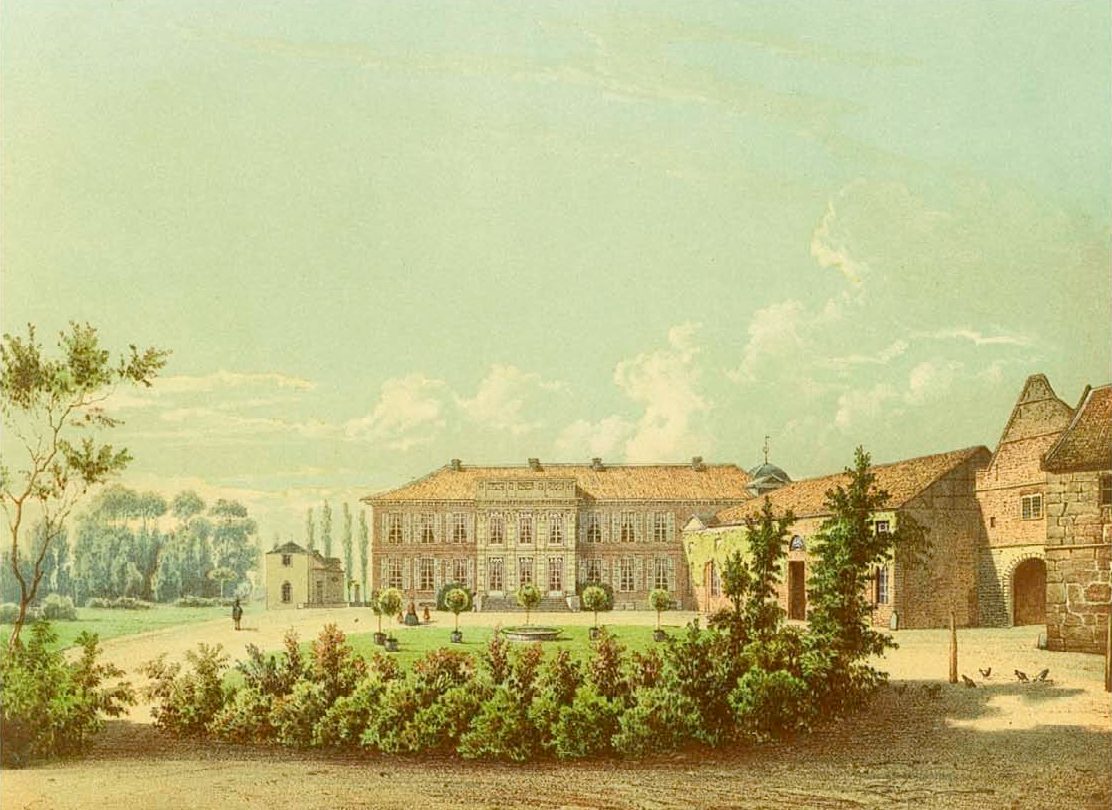
Schloss Westerholt, Herten (um 1858)

### Herkunft
Erstmals urkundlich erwähnt wird das Geschlecht im Jahre 1225 mit dem Ritter Henricus de Westerholte. Der namensgebende Stammsitz der Familie, die Burg Westerholt, liegt im heutigen Ortsteil Westerholt der Stadt Herten im Kreis Recklinghausen.

### Ausbreitung und Linien
Das Geschlecht hat sich schon früh in mehreren großen Linien ausgebreitet und auch im Münsterland und in den Niederlanden großen und reichen Besitz erworben. Bernhard von Westerholt starb 1540 als Abt des Klosters Iburg bei Osnabrück. Heinrich von Westerholt erwarb durch Heirat 1565 mit Agnes von Raesfeld die Herrschaft Raesfeld.
Zu der Hinzufügung Gysenberg zu dem Adelsgeschlechtsnamen von Westerholt kam es durch eine kaiserliche Verfügung vom 27. März 1744. In seinem Testament vom 30. März 1725 hatte der Geistliche Domherr zu Hildesheim Adolph Arnold Freiherr von Gysenberg sein Gut Henrichenburg dem Joseph Clemens August Maria Freiherr von Westerholt unter der Bedingung zugedacht, dass dieser und seine Erbnachfolger den Namen Gysenberg ihrem Namen Westerholt hinzufügen. So entstand der Geschlechtsname von Westerholt-Gysenberg.
Die Erbtochter der Linie Westerholt-Alst heiratete um 1770 Ludolf Friedrich Adolf von Boenen, aus einem schon 1152 erwähnten mittelwestfälischen Adelsgeschlechts, das unter dem Namen von Boenen 1816 im Mannesstamm erlosch. Denn Ludolf Friedrich Adolf von Boenen wurde unter Beseitigung seines eigenen Namens mit dem Namen seiner Frau von Westerholt und Gysenberg, 1779 in den Reichsfreiherrenstand und 1790 in den Reichsgrafenstand erhoben. Unter diesem Namen bestand später eine rheinische und eine westfälische Linie.
Der letzte in männlicher Linie Westerholt war Dr. jur. Adriaan Jan Alexander baron van Westerholt, geboren in Warnsveld am 3. Oktober 1894, gestorben in Lochem am 17. Dezember 1972 (Niederlande).

### Standeserhebungen
Am 15. Juli 1372 wurden Reiner und Adolf von Westerholt durch Kaiser Karl IV. mit der Vestischen Reichsvogtei und dem kaiserlichen Bann über die Reichshöfe dortselbst ausgestattet. Aus dem Stamm und der Linie Hackfort wurde Heinrich von Westerholt am 18. Januar 1650 zu Wien in den Reichsfreiherrenstand erhoben. Ein Diplom wurde nicht ausgelöst. Borchard Frederik Willem von Westerholt erhielt am 27. Januar 1813 das kaiserlich-französische Baronat. Eine niederländische Anerkennung des Baronstitels für sich und seine Geschwister erfolgte am 19. Februar 1820.
Johann Jacob Freiherr von Westerholt aus dem Stamm Westerholt, kurfürstlich-kölnischer und Trierer Kammerherr und fürstlich-thurn und taxischer Geheimrat und Oberhofmarschall, wurde am 22. September 1790 zu München von Kurfürst Karl Theodor von Pfalzbayern als Reichsvikar in den Reichsgrafenstand erhoben.
Im Königreich Bayern wurde am 6. September 1813 Alexander Graf von und zu Westerholt, fürstlich-thurn und taxischer Geheimrat in Regensburg und Sohn von Johann Jacob Graf von Westerholt, bei der Grafenklasse der Adelsmatrikel eingetragen.

## Wappen
- Das Stammwappen ist gespalten. Rechts in Schwarz mit einem silbernen und links in Silber mit einem schwarzen Balken. Auf dem Helm steht ein wachsender silberner Schwan, bei dem die ausgebreiteten Flügel wie der Schild bezeichnet sind. Die Helmdecke ist schwarz-silbern.[3]

Historische Wappenbilder
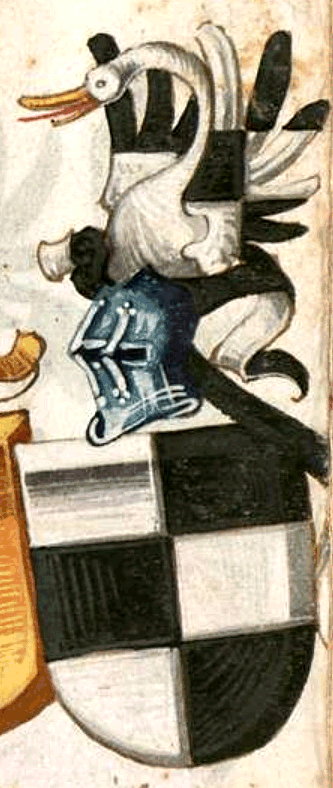
Wappen der Westerholt aus Konrad Grünenbergs Wappenbuch, 1602–1604
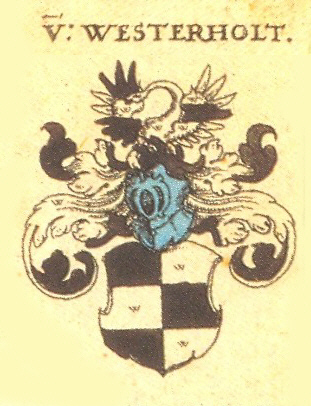
Wappen der Westerholt aus Siebmachers Wappenbuch um 1605
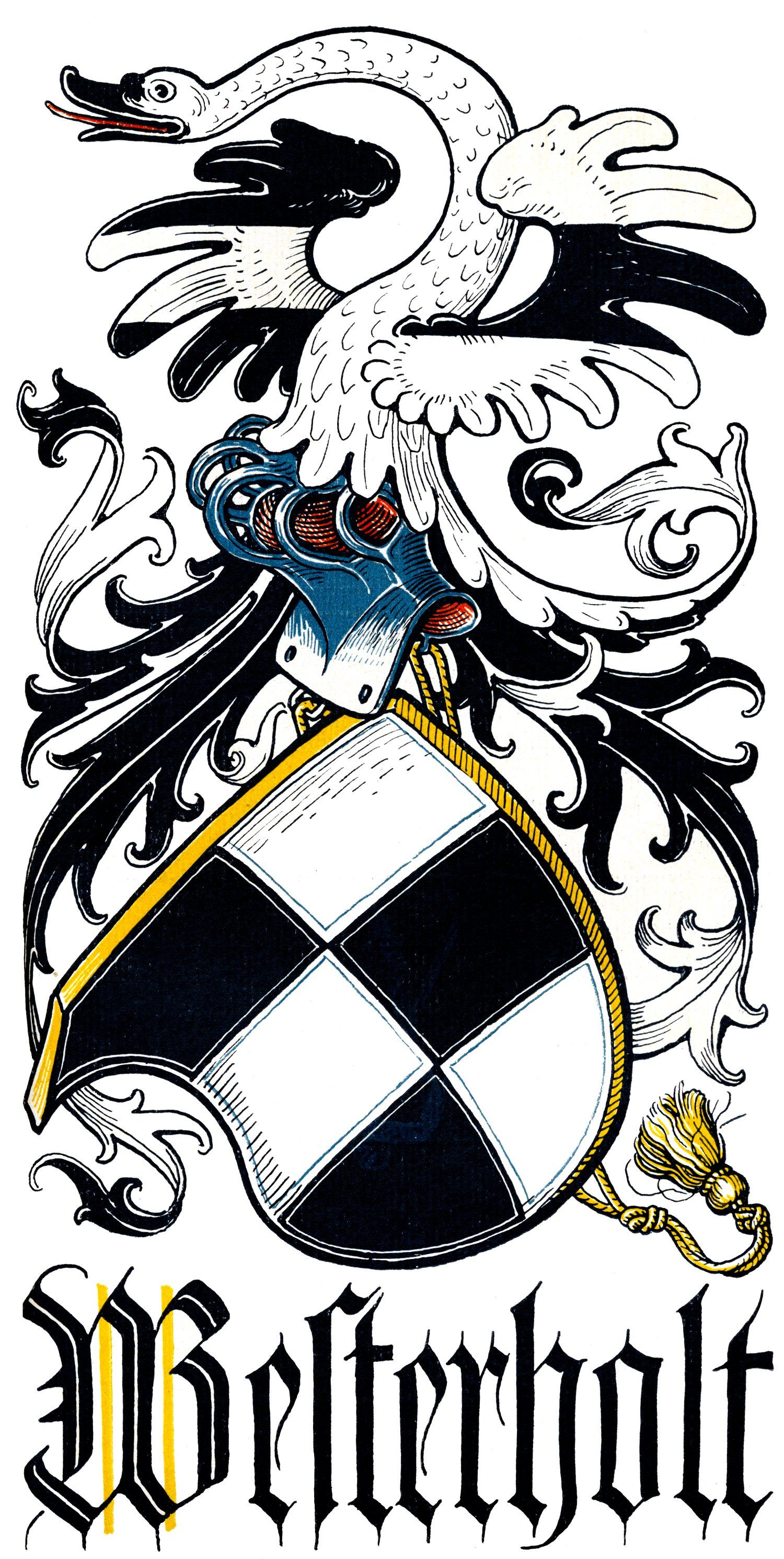
Wappengrafik von Otto Hupp im Münchener Kalender von 1929

## Stammliste und Namensträger

### Westerholt

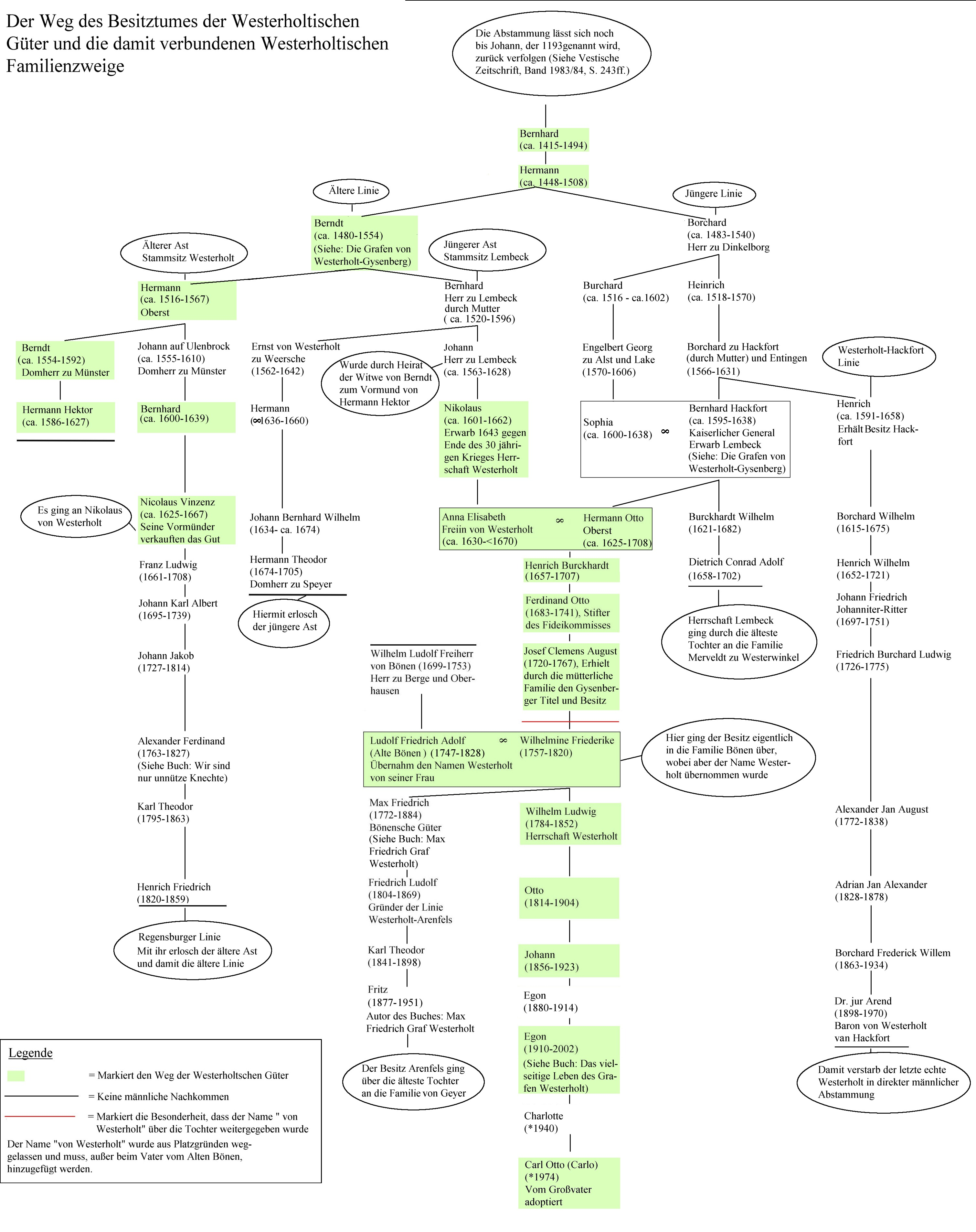
Ahnentafel derer „von Westerholt“. Der Besitzer der Herrschaft ist grün unterlegt.

Wessel von Westerholt (ca. 1300– nach 1378), Burggraf von Westerholt. Er übergab sein freies Eigentum, die Burg, der Kölner Kirche als Offenhaus und erhielt sie als Lehen zurück. Er gehörte der Familie an, die den nachfolgend genannten Reyner zum Stammvater hat. Das genaue Verwandtschaftsverhältnis ist nicht bekannt.
1. Wessel von Westerholt (ca. 1340–1388), erbte die Burg, Hauptmann, tödlich verletzt in der Dortmunder Fehde.
1 Johann von Westerholt (ca. 1383–1445), wird 1395 mit Westerholt belehnt, blieb kinderlos
Reyner (Renerus) von Westerholt (ca. 1260–nach 1307), Richter und Magistrat in Recklinghausen. Ein Magistrat war vergleichbar mit dem Bürgermeisteramt des noch nicht voll selbständigen Recklinghausen. Die kurkölnischen Richter führten den Vorsitz.
1. Borchard von Westerholt (ca. 1296–1375), Erbvogt der neunthalb Reichshöfe im Vest Recklinghausen
1. Hendrikus von Westerholt (wohl 1342–1411), einer der Gründungsmagister der Universität Köln und deren 9. Rektor (25. März bis 28. Juli 1391)
2. Alf (Adolph) von Westerholt (ca. 1349–1421), zusammen mit seinem Bruder Reyner mit den vestischen Reichshöfen belehnt, 1399 zusammen mit oben genannten Johann († 1445) mit der Burg Westerholt belehnt.
1. Aleff von Westerholt (ca. 1380–1446), wohnte zusammen mit Borchard († 1454) auf Burg Westerholt und veräußerte nach und nach seinen Besitz an diesen.
3. Reyner von Westerholt (ca. 1346–1416), Erbvogt und Richter zu Recklinghausen, nutzte seinen Einfluss um den Grundbesitz zu mehren und brachte zusammen mit seinem Bruder Alf den Besitz der Burg an sich.
1. Borchard von Westerholt (ca. 1370–1454), 1417 formal durch den Erzbischof von Köln mit der Burg Westerholt belehnt. 1421 Teilung des Hauses mit seinem Vetter Aleff († 1446) (s.d.).
1. Reyner von Westerholt (ca. 1400–ca. 1479), wurde noch zu Lebzeiten seiner 2. Ehefrau Priester und verzichtete auf die Rechte seiner Erstgeburt. Er ist Stammvater der „Neuen bürgerlichen Recklinghäuser Linie“ von Westerholt, die über Generationen den Bürgermeisterposten besetzten.
2. Bernd (Bernhard) von Westerholt (ca. 1415–1494), Herr zu Westerholt und Erbvogt und damit Stammvater der nachfolgenden adeligen Linien. Erwarb das Gut Uhlenbrock ⚭ Jutta von Düngelen zu Bladenhorst (1430–1493).
1. Bernhard († 1540), Abt des Klosters Iburg bei Osnabrück
2. Hermann (ca. 1448–1508), Erbvogt, belehnt mit Schloss Sickenbeck und 1495 mit Burg Westerholt. Seine Frau brachte die Güter Dinkelborg und Koppel in die Ehe mit ein.
3. Elisabeth „Lyse“ (ca. 1456; † nach 1505) ⚭ 1482 mit Johann von Romberg († 1510), 1480 Herr zu Niedermassen
Dieser Generation gehört auch der folgende Heinrich Grymhardt an, dessen genaue Abkunft nicht bekannt ist. Relativ gesichert ist aber, dass er der in Recklinghausen ansässigen Familie zugehört:
Heinrich Grymhart de Westerholt (de Recklinghausen), (ca. 1350– 12. August 1419 in Köln), 5. Rektor der Universität Köln (1390), Gesandter des Kurfürsten und Erzbischofs von Köln, 1409 Gesandter beim Konzil in Pisa

#### Ältere Linie nach Bernt (Bernhard) von Westerholt
Bernt (Bernhard) von Westerholt (1480–1554), Erbe der Westerholtischen Güter, seine Frau Berta von Lembeck brachte die Lembeckschen Güter in die Familie mit ein.
1. Bernhard von Westerholt (ca. 1520–1596), Herr zu Lembeck (Tochter: Sibilla v. Westerholt ⚭ 1584 Menso v. Heiden zu Astrup [vor 1551–1613])
1. Mathias von Westerholt (1556–1618), erbte Lembeck
1. Bernhard (ca. 1590–1646) verkaufte das verschuldete Gut an den nachgenannten Johann von Westerholt
2. Johann von Westerholt (1563–1628), Domherr und Kanzler des Bischofs von Münster, heiratete die Witwe von Bernhard von Westerholt (1554–1592) und wurde damit zum Vormund von Hermann Hektor von Westerholt († 1627) (s.d.). Erwarb die Herrschaft Lembeck von seinem verschuldeten Neffen.
1. Nikolaus von Westerholt (ca. 1601–1662), verkaufte 1630 Herrschaft Lembeck an Bernhard von Westerholt zu Hackfort († 1638) (s. d.) und erwarb 1643 die Herrschaft Westerholt von Nikolaus Vinzenz von Westerholt († 1667) (s.d.),
1. Anna Elisabeth, einzige Tochter ⚭ ihren Vetter 4. Grades Oberst Hermann Otto von Westerholt († 1708)
2. Hermann (ca. 1602– 3. Juni 1665), Kaiserlicher Rittmeister, Oberstleutnant, Drost von Bocholt, ⚭ 1) Katharina v. Roland, Erbin von Gut Sandfort; ⚭ 2) Katharina Margarethe v. Wulfen († 22. Sept. 1677), Tochter von Stats Balthasar von Wulffen zu Lemgo († 1626 in Lübbecke, als adeliger Bürgermeister ebendort) (⚭ 1] Gertrud von Hadewig [† 1614] [siehe von Hadewig (Adelsgeschlecht)/Stammtafel]) und Marg. v. Alden (1598–1657)
1. Sibylle Antonie (oder/auch Agnete v. Westerholt) († 9. April 1660), Erbin des Hauses Sandfort bei Osnabrück ⚭ Heinrich Engelbert v. Langen zu Sögeln (1635–1675) (⚭ 1 Anna Elisabeth v. Steuben).
2. Franz Wilhelm (1650–1674), Offizier in niederländischen Diensten
2. Hermann von Westerholt (ca. 1516–1567), Oberst, belehnt mit der Burg Westerholt und den anderen Stammlehen.
1. Bernhard von Westerholt (ca. 1554–1592, im Rhein ertrunken), 1575–1581 Domherr zu Münster, dann Herr auf Westerholt
1. Hermann Hektor (ca. 1586–1627), Herr zu Westerholt, blieb wegen seiner Jugend und später wegen Leibes- und Geistesschwachheit lange unter Vormundschaft, u. a. vom Stiefvater Johann von Westerholt († 1628) (s.d.). Seine Ehe blieb kinderlos.
2. Johann von Westerholt auf Uhlenbrock (ca. 1540–nach 1595), 1581–1595 Domherr zu Münster, wurde 1588 in eine blutige Auseinandersetzung verwickelt, weshalb er 1595 auf seine Pfründe verzichten musste, daraufhin residierte er im Haus Uhlenbrock bei Buer, welches dann 1613, um die Westerholtischen Schulden zu drücken, eingelöst wurde.
1. Bernhard von Westerholt (ca. 1600–1639), durch Heirat Herr zu Wilbring, erbte den Westerholter Besitz nach dem Tod von Vetter Hermann Hektor
1. Nikolaus Vinzenz (ca. 1625–1667), seine Vormünder verkauften das überschuldete Gut Westerholt an Nikolaus von Westerholt († 1662) (s.d.). Auseinandersetzungen, die er, als er mündig wurde führte, verlor er.
1. Franz Ludwig (1661–1708), verzichtete endgültig auf seine Ansprüche
1. Johann Karl Albert (1695–1739), durch seine Mutter Besitzer des Gutes Vilckrath im Herzogtum Berg, durch Heirat Postmeister in Koblenz.
1. Johann Jakob (1727 Koblenz–1814), erbte die Postmeisterstelle, ab 1755 im Dienste von Thurn und Taxis in Regensburg, dort dann Oberhofmarschall und schließlich zum Hofökonomiepräsidenten. Außerdem war er kurtrierischer und kurkölnischer Kämmerer.
1. Alexander Ferdinand (1763–1827 Regensburg) ⚭ Winfriede Gräfin von Jenison-Walworth (1767–1825), Staatsmann und Gelehrter, dirigierender geheimer Rath im Dienste von Thurn und Taxis. Litt trotz überdurchschnittlichen Gehaltes immer an Geldmangel
1. Karl Theodor (1795–1863), Karl Schlund wurde sein Hauslehrer. Hofkavalier bei Thurn und Taxis und bayrischer Kammerherr. Er konnte aber an die Leistungen seines Vaters nicht heranreichen. Zog sich, nach einer einträglichen zweiten Heirat mit einer ungarischen Frau, nach Giebelbach bei Lindau am Bodensee zurück. Im Laufe der Vorkommnisse um 1848 verschuldete er sich abermals.
1. Heinrich Friedrich (1820 Calais–1859 Güns in Ungarn), Offizier in der österreichischen Armee ⚭ Gräfin Sophie von Stainlein-Saalenstein (Schwester des Komponisten Ludwig von Stainlein-Saalenstein), letzter der Älteren Linie

#### Jüngere Linie nach Borchhard von Westerholt

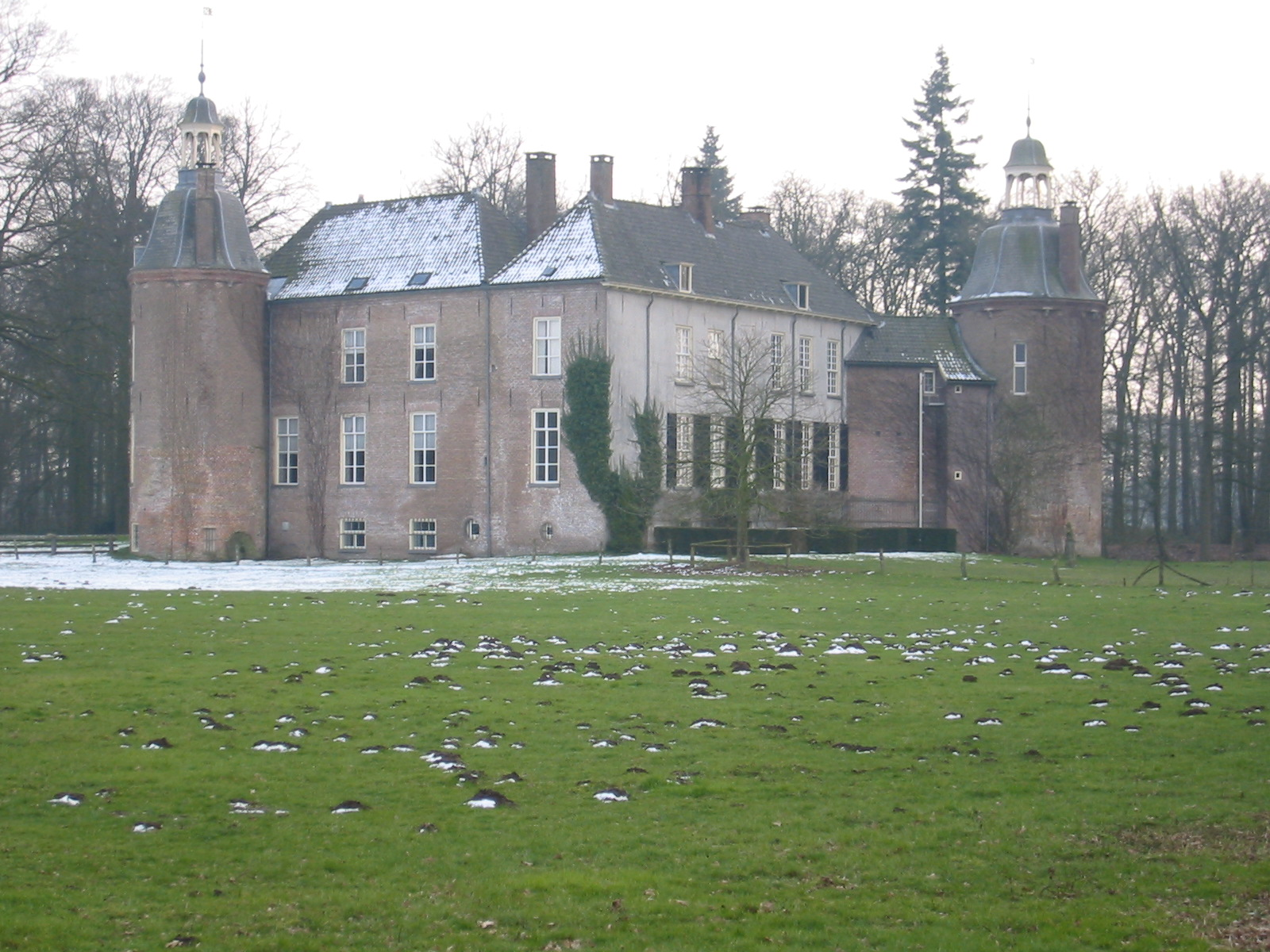
Schloss Hackfort im Achterhoek, Gelderland (1601–1981 im Besitz der Barone van Westerholt van Hackfort)

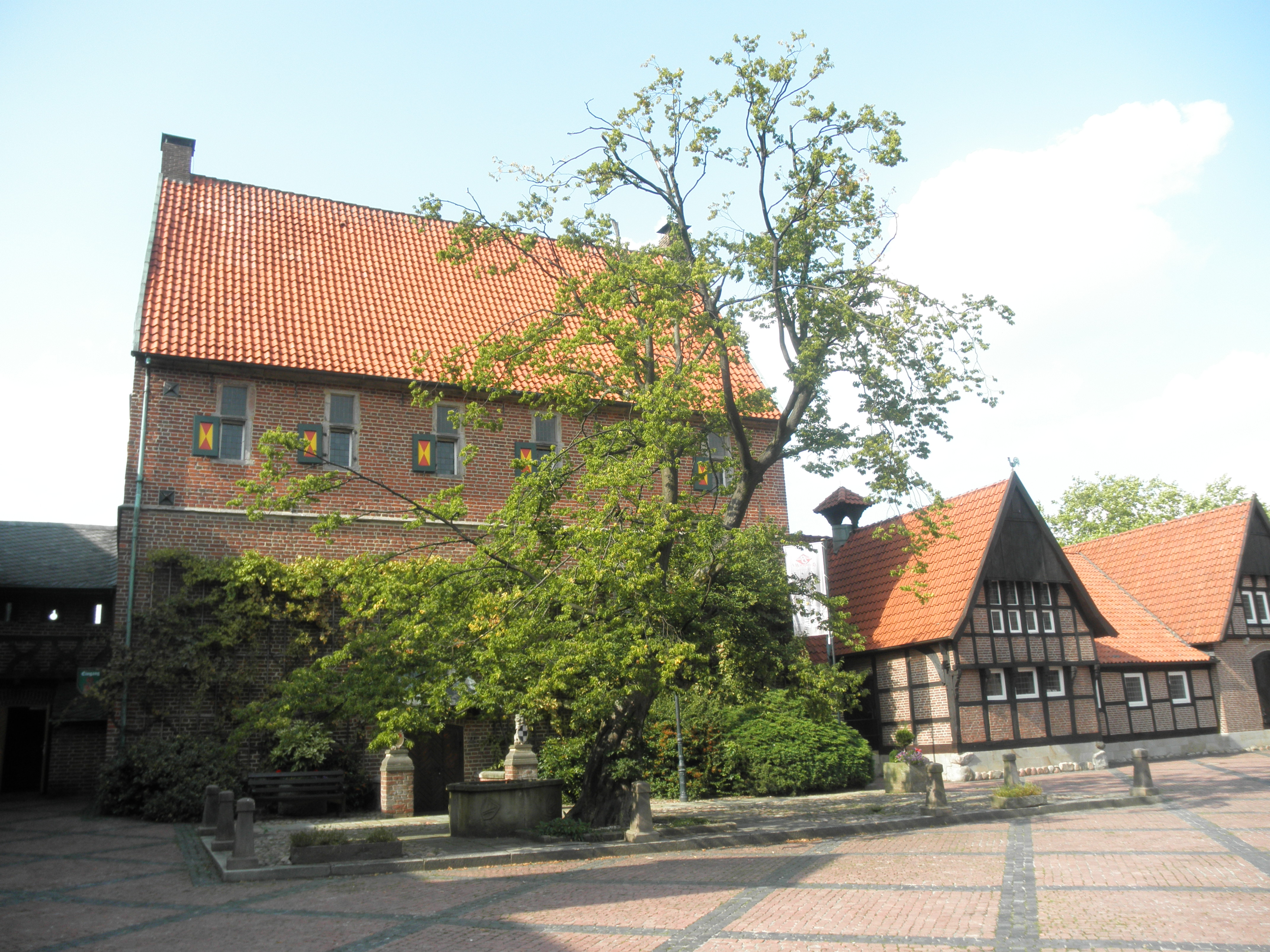
Burgmannshof in Haselünne (17. bis 19. Jhdt. im Besitz der Familie)

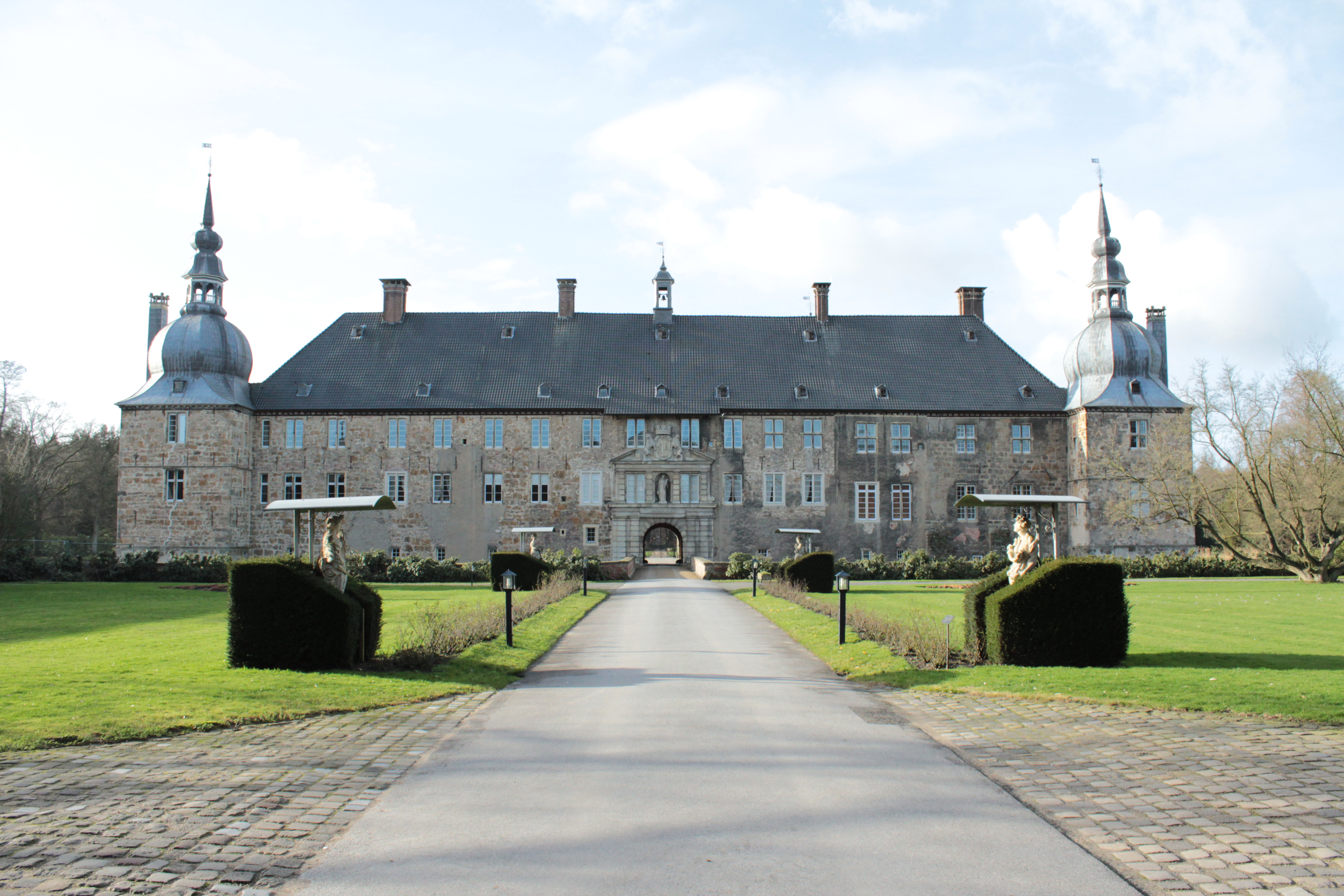
Schloss Lembeck (1526 bis 1708 im Besitz der Grafen von Westerholt)

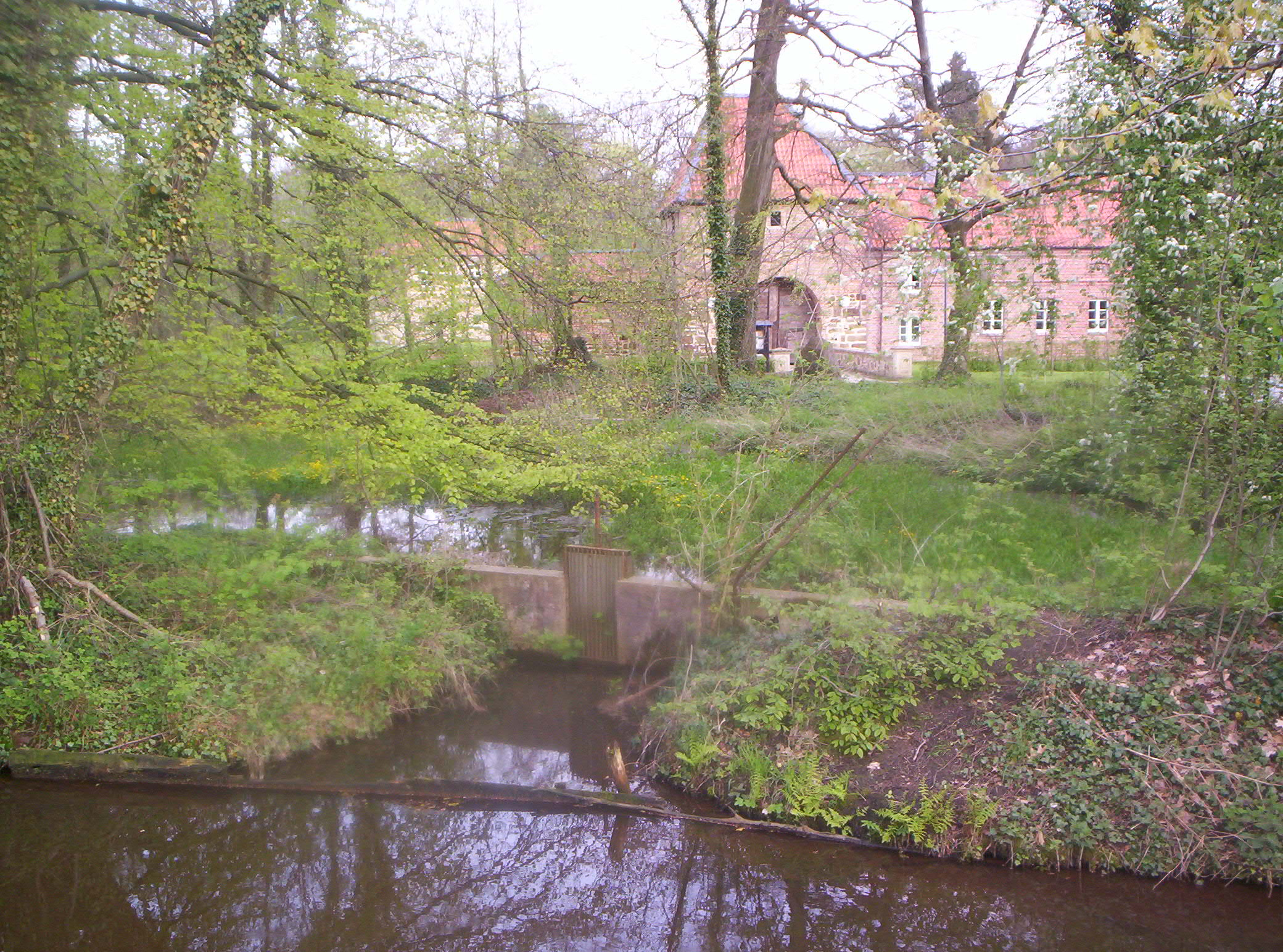
Schloss Sythen (1821 bis 1965 im Besitz der Familie)

Borchhard von Westerholt (ca. 1483–1540 in Dordrecht / Holland), Herr zu Dinkelborg und Besitzer des Gutes Koppel, durch Heirat Herr zu Entinge in Dwingeloo (Provinz Drenthe/Niederlande). Statthalter von Ostfriesland, Drost von Vollenhove. Besitzer von Haus Westerholt in Vollenhove.
1. Hermann (ca. 1514–1592), erbte Koppel, Drost von Vollenhove und zu Dephenehm. Hinterließ zwei Töchter.
2. Konrad von Westerholt (ca. 1522–1605), Domscholaster des Bistums Münster, Statthalter der Regierung des Stifts Münster von 1578 bis 1585
3. Heinrich von Westerholt (ca. 1518–1570 Vorden), Schulte zu Zutphen, Statthalter und Richter des Fürstbischofs von Münster in Friesland. Erbte Haus Entinge. ⚭ Agnes von Schulenburg und Hackfort (Enkelin des Gosen von Raesfeldt zu Hackfort und Empte) erbt Hackfort (bis 1981 im Besitz der niederländischen Barone van Westerholt); sie erwerben zusammen Empte (letzteres blieb von 1633 bis Mitte des 18. Jahrhunderts im Besitz der Familie, dann im Erbgang an v. Merveldt)
1. Borchard von Westerholt (ca. 1566–1631), erbte Hackfort und Entinge, General-Statthalter.
1. Henrich von Westerholt zu Hackfort (ca. 1591–1658), erhält den Hackfortschen Besitz und gründete die Westerholt-Hackfort-Linie.
2. Bernhard von Westerholt zu Hackfort (ca. 1595 – 18. November 1638 bei der Belagerung von Vechta), Kaiserlicher Generalfeldwachtmeister, erbte Haus und Gut Entinge in der Provinz Drenthe, erwarb 1630 die Burg und die Herrlichkeit Lembeck von Nikolaus von Westerholt († 1662) (s. u.), Mai 1633 Erhebung zum erblichen Reichsgraf durch Kaiser Ferdinand II., heiratete die Cousine 2. Grades Sophia von Westerholt (s.d.), welche die Güter Haus Alst und Haselünne in die Ehe mit einbrachte.
1. Jakob Ludwig von Westerholt (1627–1669), Jesuit
2. Burckhardt Wilhelm von Westerholt (1622–1682), Herr auf Lembeck, zu Alst, Haselünne und Lake. Kurkölnischer Kammerherr, fürstlich münsterischer Geheimer Hofrat und Abgesandter auf dem Reichstag zu Regensburg im Jahr 1667
1. Dietrich Conrad von Westerholt (1658–1702), wurde 1700 zum Grafen erhoben. 1670 bis 1692 Schloss Lembeck zu einem der größten Wasserschlösser des Münsterlandes aus- und umbauen. verstarb ohne männliche Nachkommen
1. Erbtochter Maria Josepha Anna ⚭ Ferdinand Dietrich Freiherr von Merveldt zu Westerwinkel, Wolbecker Drosten
3. Hermann Otto von Westerholt (1625–1708), Reiteroberst in Diensten des Fürstbistums Münster ⚭ Anna Elisabeth Freiin von Westerholt, Tochter des Nikolaus († 1662), sie brachte die Herrschaft Westerholt in die Familie
1. Henrich Bernhard Burckhardt Reichsfreiherr von Westerholt (1657 zu Alst–1708 zu Westerholt) ⚭ seine Stiefschwester Henrika Johanna von Aschebroick zu Schönebeck, Herr auf Westerholt, Alst und Haselünne, fürstliche Münsterscher Geheimer Rat
1. Johannes Mathias Engelbert Friedrich Burchard Freiherr von Westerholt (1685–1729), Domherr zu Hildesheim, Münster und Halberstadt, Kurkölnischer Geheimer Rat, Drost zu Bilderlahe, 1707 als Kurpfälzischer Gesandter bei der Amtsübernahme des Bischofs zu Münster. Stiftete für den Dom zu Münster ein großes Sandsteinmonument mit der Figur des heiligen Nepomuk.
2. Ferdinand Otto Freiherr von und zu Westerholt (1682–1741) ⚭ Maria Agnes Freiin von Ketteler zu Sythen. Die Ahnenreihe wird bei Westerholt-Gysenberg mit dem Sohn Joseph Clemens August Maria Freiherr von und zu Westerholt-Gysenberg († 1767) fortgesetzt.
4. Burchard von Westerholt (ca. 1516-ca. 1600), durch Heirat Herr auf Haus Alst, Drost der Grafschaft Bentheim
1. Engelbert Georg (ca. 1570–1606), Herr zu Alst und Lake; seine Tochter Sophia von Westerholt wird Erbtochter, sie heiratet den Vetter 2. Grades Bernhard von Westerholt (s. o.) auf Hackfort († 1638) und erbt Alst und Haselünne.

### Westerholt-Gysenberg (des Stammes v. Boenen zu Berge)

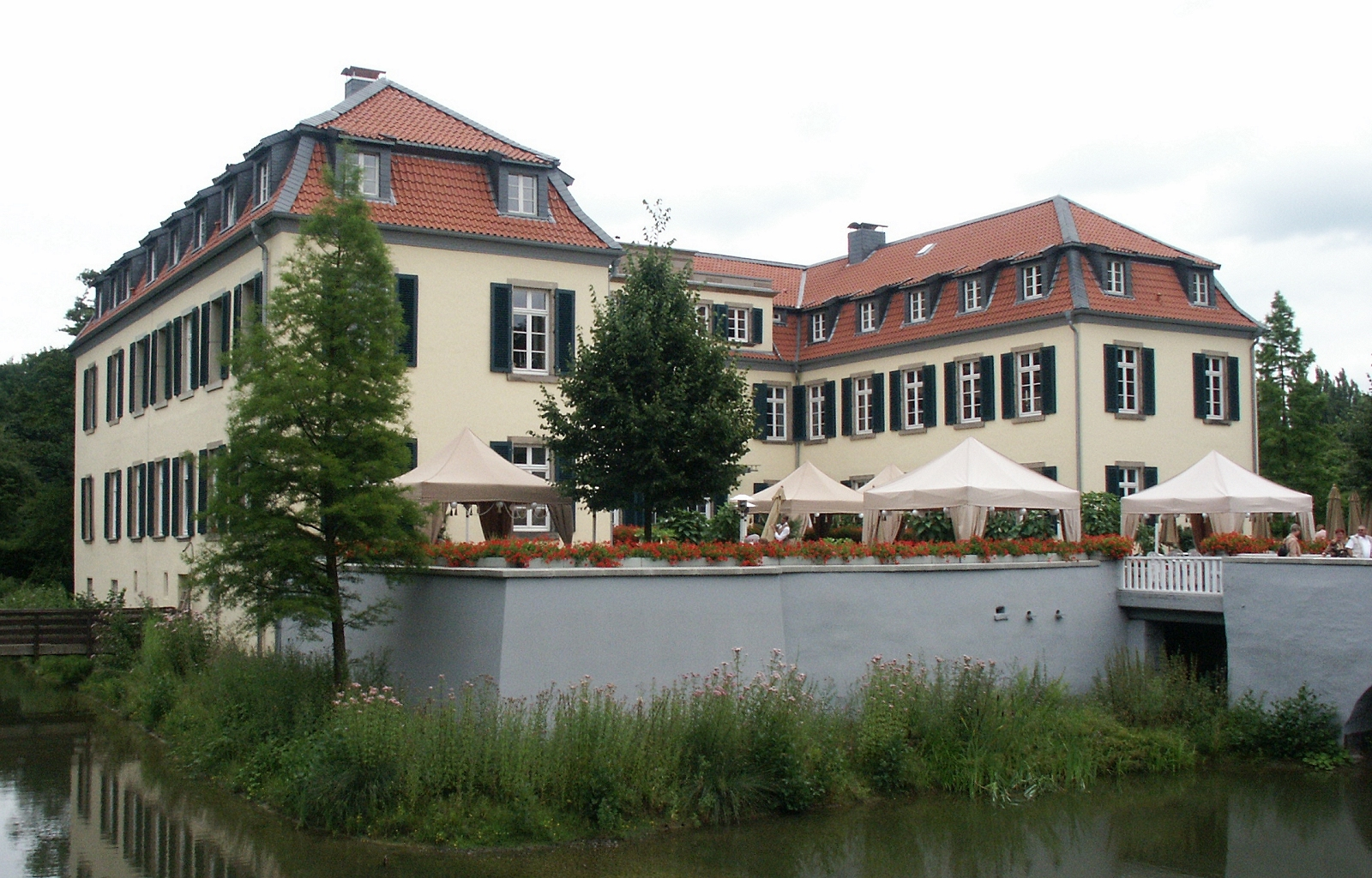
Schloss Berge (1521 bis 1925 im Besitz der Familien v. Boenen und v. Westerholt)

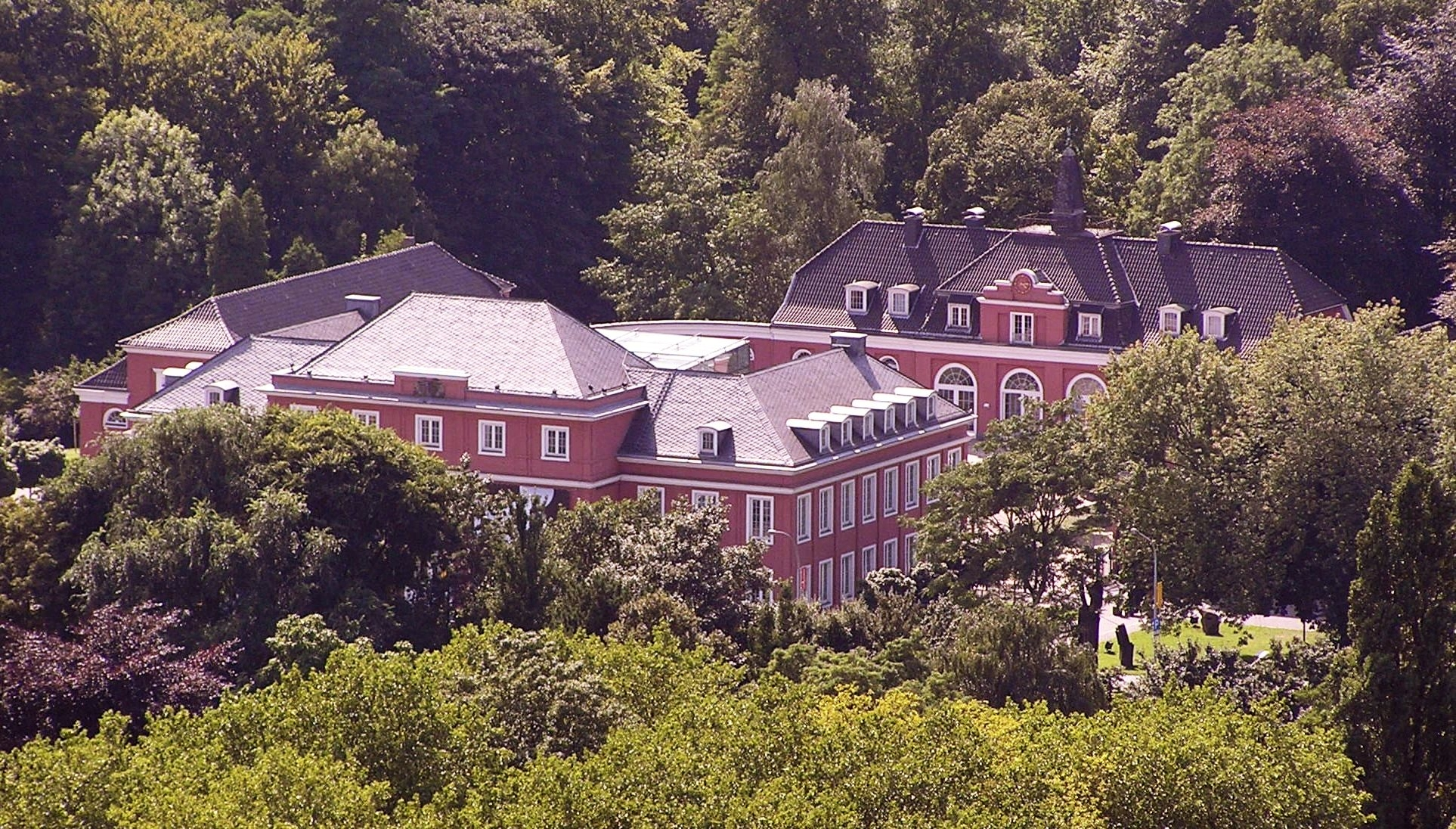
Schloss Oberhausen (1770 bis 1908 im Besitz der Familie)

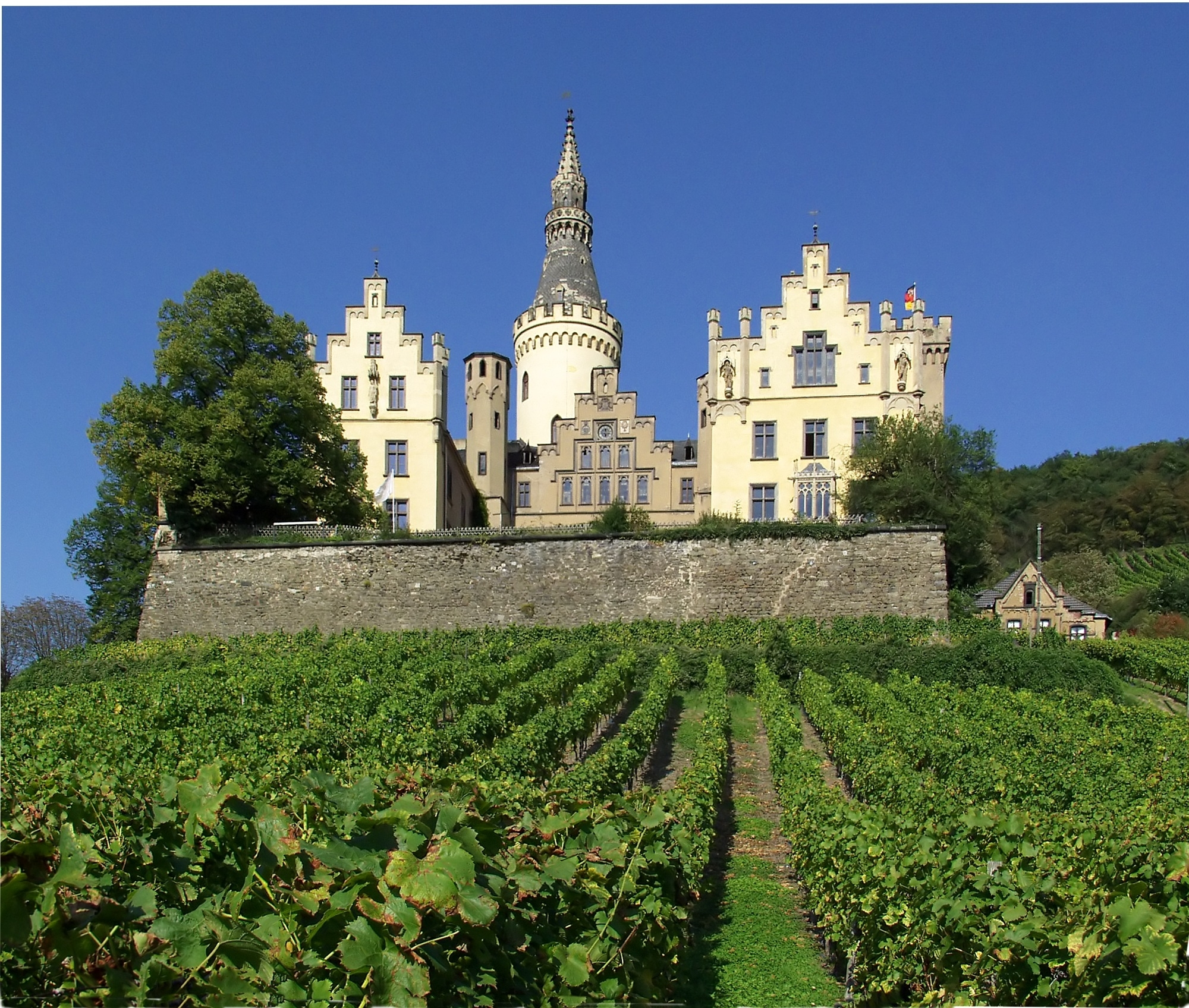
Schloss Arenfels (1848 bis 1951 im Besitz der Familie)

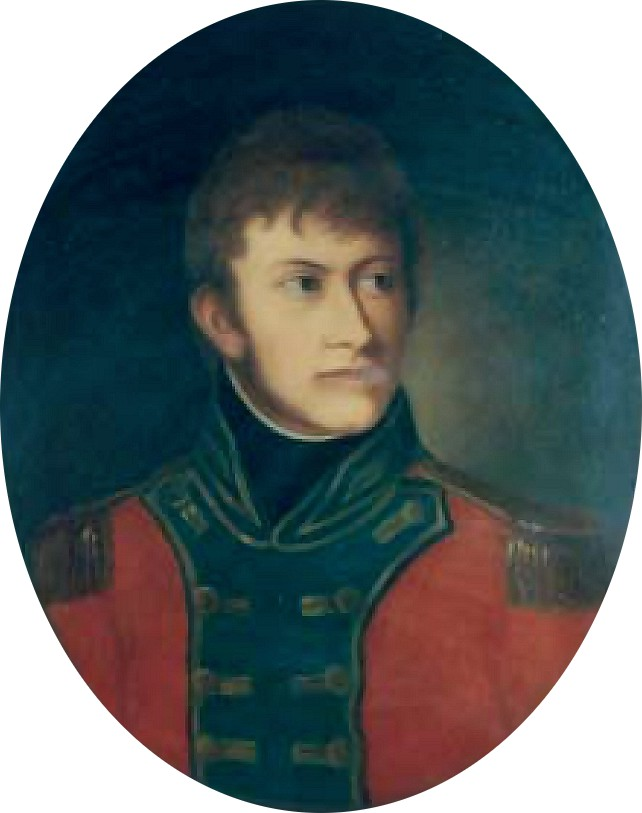
Wilhelm Ludwig Josef Graf von und zu Westerholt-Gysenberg (1784–1852)

Joseph Clemens August Maria Freiherr von und zu Westerholt-Gysenberg, (1720–1767) ⚭ Wilhelmine Franziska von der Reck zur Horst, Kurkölnischer Geheimer Rat, seit 1744 erster Träger des vereinigten Wappen Westerholt-Gysenberg. Gysenberg und Henrichenburg wurden in das Fideikommiss aufgenommen, da sein Großonkel mütterlicherseits, der Domherr von Hildesheim, Adolph Arnold Robert Freiherr von Gysenberg, keine eigenen Nachkommen hatte. Ihr einziges Kind war:
1. Wilhelmine Friderike Franziska Anna Freiin von und zu Westerholt und Gysenberg (1757–1820) ⚭ 1769 Ludolf Friedrich Adolf von Boenen zu Berge (der alte Bönen), (1747 in Buer – 1828 in Münster), Herr auf Schloss Berge und Schloss Oberhausen, kurfürstlicher Kölnischer und Fürstbischöflich Münsterischer Etats-Rat. Er nahm nach der Heirat mit der Westerholter Erbin, den Adelsnamen seiner Ehefrau an. Er wurde am 6. August 1790 vom geschäftsführenden Reichsvikar Kurfürst Carl Theodor von Pfalz-Bayern in den Reichsgrafenstand erhoben.
1. Maximilian Friedrich Graf von und zu Westerholt-Gysenberg (1772–1854) ⚭ Friederike von Bretzenheim (1771–1816, illegitime Tochter des Kurfürsten Carl Theodor), Erbfolger der umstrittenen Bönen’schen Güter, Oberstallmeister in Diensten des Großherzogs von Kleve und Berg, Joachim Murat
1. Karl Theodor (1799–1850), verstarb aber vor seinem Vater, kurz nachdem er einen Rechtsstreit gegen ihn verloren hatte.
2. Bernhardine Elisabeth (Bertha) (1821–vor 1890), uneheliche Tochter mit der Hausangestellten Dina Becker. seit 1847 offiziell den Namen Westerholt (ohne von) trug aber nicht öffentlich nutzte ⚭ Witwer Hauptmann Giebel († 1898), Telegraphen-Inspektor
1. Selma Giebel (1850–1892) ⚭ den Schauspieler Siegwart Friedmann
3. Friedrich Ludolf Gustav Graf von und zu Westerholt-Gysenberg (1804–1869) ⚭ Johanna Cornelia Charlé (Jenny) (1804 Amsterdam – 1874 Arenfels), Begründer der Linie Westerholt-Arenfels, 1848 Kauf und Umbau von Schloss Arenfels, wozu er durch das Vermögen seiner holländischen Frau in die Lage versetzt wurde.
1. Karl Theodor Eugen von Westerholt-Arenfels (* 1841 Amsterdam; † 1898) ⚭ Ferdinanda Freiin von Fürstenberg (1858–1941), Ordonnanz-Offizier beim General von Goeben
1. Fritz Graf von Westerholt-Arenfels (1877 Ahrenfels – 1951) – Autor der Biographie über Max Friedrich Graf Westerholt-Gysenberg († 1854). Das Arenfelser Schloss ging, nach Abfindung zahlreicher anderer Erben, in den Besitz seiner ältesten Tochter
1. Wilhelmine (1920–1987) ⚭ Theodor Cuno Freiherr Geyr von Schweppenburg (* 1918) Schloss Arenfels ist jetzt im Besitz des Sohnes Antonius von Geyr zu Schweppenburg (* 1948).
4. Wilhelm Achill von Westerholt (1806–1854, Domherr in Münster)
5. Karoline Annunciata (1810–1865), ⚭ mit Arthur von Oertzen (1803–1851)
2. Wilhelmine von und zu Westerholt-Gysenberg (1774–1852), war die Geliebte Beethovens; ⚭ 24. April 1792 Baron Friedrich Clemens von Elverfeldt genannt Beverförde-Werries
3. Wilhelm von und zu Westerholt und Gysenberg (1782–1852) ⚭ Charlotte Freiin von Fürstenberg (1788–1825), Erbe der Westerholt’schen Güter, 1811–1820 Bürgermeister von Buer, Landrätlicher Kommissar im preußischen Kreis Recklinghausen von 1816 bis 1829
1. Friedrich Otto Reichsgraf von und zu Westerholt und Gysenberg (1814–1904) ⚭ Sofie Freiin von Fürstenberg-Herdringen (1823–1894), Fiedeikommissar auf Westerholt, Herr zu Sythen
1. Franz Egon Reichsgraf von und zu Westerholt-Gysenberg (1844–1923), königlich Preußischer Rittmeister, königlicher Kammerherr, Mitglied des Preußischen Herrenhauses in Berlin, Mitglied des Provinzialausschusses und des Provinzial-Landgerichts der Provinz Westfalen in Münster, Mitglied des Kreisausschusses und des Kreistages in Recklinghausen.
1. Egon von und zu Westerholt und Gysenberg (1880–1914), im Ersten Weltkrieg gefallen.
1. Egon Reichsgraf von und zu Westerholt und Gysenberg (1910–2002), erbte von seinem Großvater die Westerholtischen Güter, verkaufte 1965 Schloss Sythen, ließ das Schloss Westerholt zu einem Hotel umgestalten
1. Elisabeth (* 1936)
2. Otto (1938–2010)
3. Rosi (1939–2021)
4. Charlotte von und zu Westerholt und Gysenberg (* 1940) ⚭ Otto Sandvoss

1. Carl Otto (Carlo) (* 1974); wurde von seinem Großvater Egon adoptiert und Erbe der Westerholtischen Güter.

4. Maria Anna (1802–1852) ⚭ 1822 Graf Karl Theodor Polykarp August von Leiningen-Dagsburg (1794–1869)

## Aktuelle Besitzungen der Familie

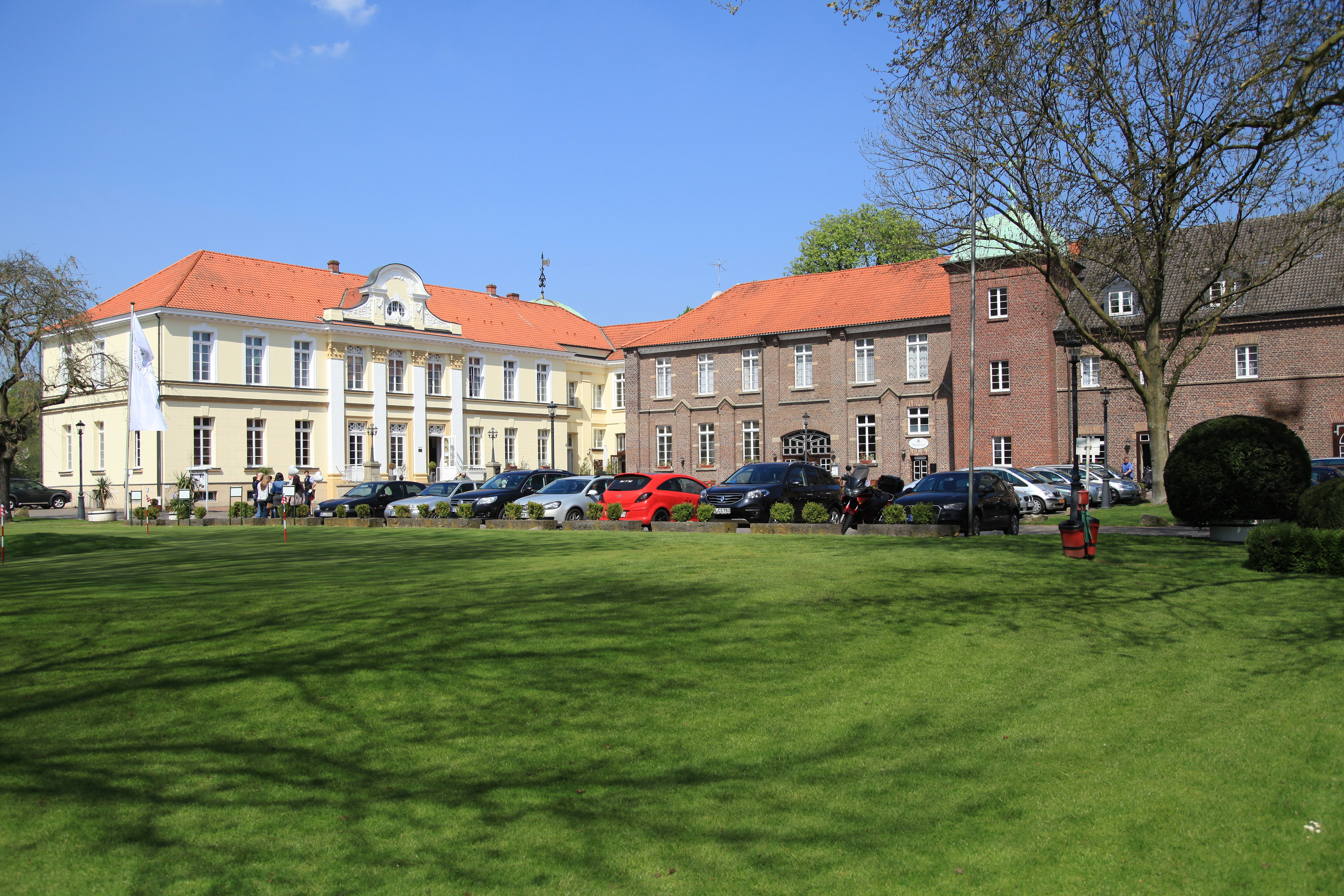
Schloss Westerholt (seit 1193 im Besitz der Familie, heute Golfhotel)
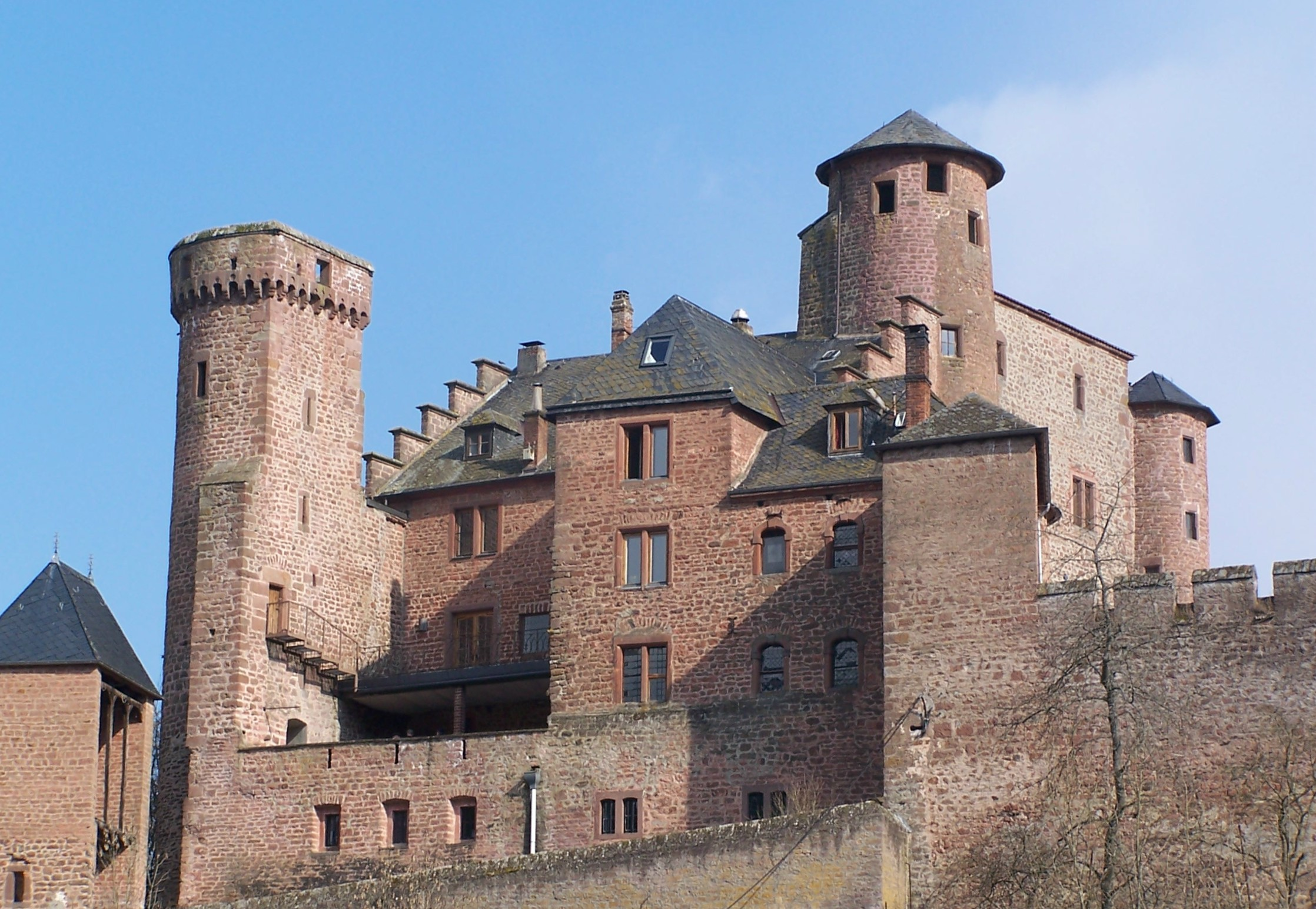
Schloss Hamm (seit 1928 im Besitz der Familie)
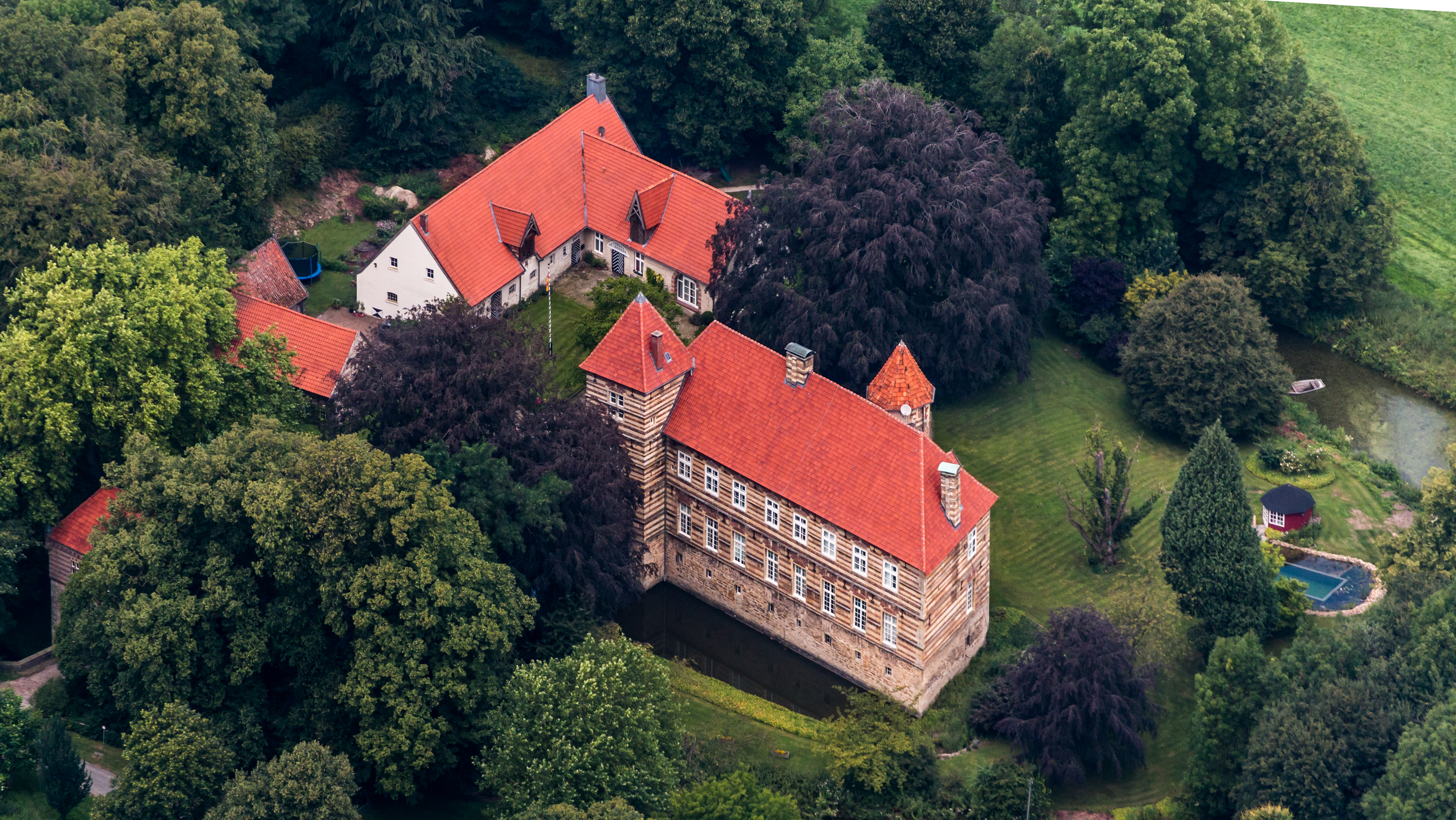
Haus Alst (im 16./17. Jh. und wieder seit 1935 im Besitz der Familie)
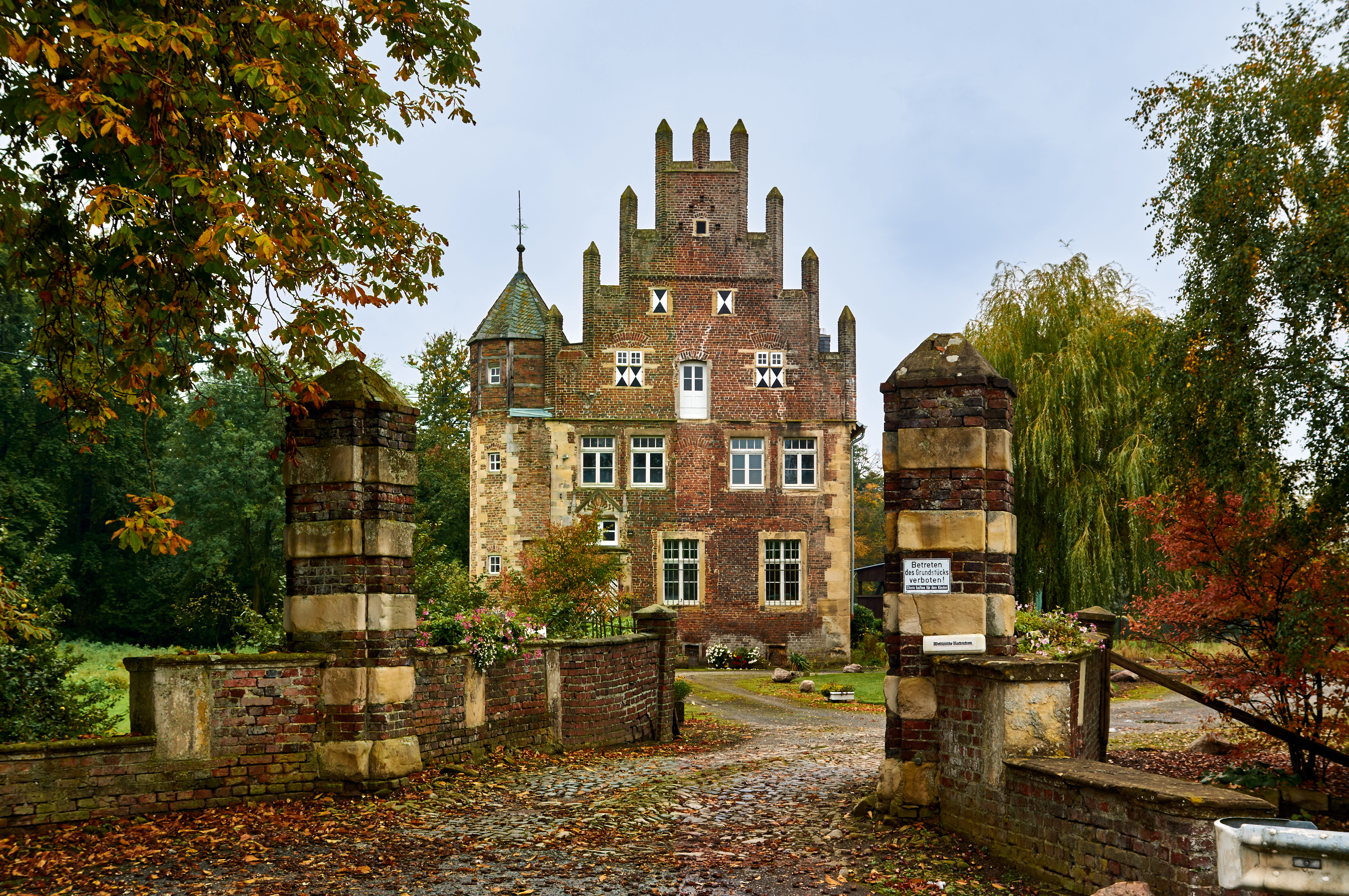
Haus Klein-Schonebeck, Appelhülsen